# Длуґа-Весь-Перша
Длуґа-Весь-Перша (пол. Długa Wieś Pierwsza) — село в Польщі, у гміні Ставішин Каліського повіту Великопольського воєводства.
Населення — 114 осіб (2011).
У 1975-1998 роках село належало до Каліського воєводства.

## Демографія
Демографічна структура станом на 31 березня 2011 року:
|          | Загалом | Допрацездатний вік | Працездатний вік | Постпрацездатний вік |
| -------- | ------- | ------------------ | ---------------- | -------------------- |
| Чоловіки | 58      | 6                  | 45               | 7                    |
| Жінки    | 56      | 13                 | 35               | 8                    |
| Разом    | 114     | 19                 | 80               | 15                   |